# Нечестивий (фільм)
Нечести́вий (англ. The Unholy) — американський містичний фільм жахів 2021 року режисера Евана Спіліотопулоса. Знятий за мотивами роману Джеймса Герберта «Святиня» (1983 рік). У фільмі знялися Джеффрі Дін Морган, Кетрін Аселтон, Вільям Седлер, Діого Моргадо та інші. Прем'єра фільму відбулася 2 квітня 2021 року в США.

## Сюжет
У невеличкому містечку в Новій Англії живе Еліс. З дитинства дівчина мала ваду слуху. Якось їй явилася Діва Марія і відтоді Еліс почала нормально чути та говорити. Вона здобула дар, завдяки якому зцілювала людей. Аби зустрітися з дівчиною, люди почали їхати з усього світу. Скандально відомий у минулому, а нині забутий журналіст Джеррі Фенн вирішує підготувати матеріал про ці події. Він приїздить до міста, де живе Еліс, спілкується з нею та з місцевим священником. Чим пильніше Джеррі придивляється до усього, що відбувається, тим очевидніше для нього, що за надприродними подіями навколо Еліс стоять зовсім не ті сили, про які вона говорить.

## У ролях
| Актор                | Роль                |
| -------------------- | ------------------- |
| Джеффрі Дін Морган   | Джері Фенн          |
| Крикет Браун         | Еліс Педжет         |
| Кеті Аселтон         | Наталі Гейтс        |
| Вільям Седлер        | отець Хаган         |
| Діого Моргадо        | монсеньйор Дельгард |
| Марина Мазепа        | Мері Ельнор         |
| Кері Елвес           | єпископ Джайлз      |
| Крістін Адамс        | Моніка Слейд        |
| Бейтс Вайлдер        |                     |
| Гізела Чіпе          | Софія Волш          |
| Дастін Такер         | Ден Волш            |
| Денні та Сонні Корбо | Тобі Волш           |
| Медісон Лаплант      | Аліса               |
| Майкл Штраус         | Макс                |
| Білл Торп            | отець Прескотт      |